# Риваросса
Риваросса (італ. Rivarossa, п'єм. Rivarossa) — муніципалітет в Італії, у регіоні П'ємонт,  метрополійне місто Турин.
Риваросса розташована на відстані близько 540 км на північний захід від Рима, 21 км на північ від Турина.
Населення — 1603 особи (2014).
Щорічний фестиваль відбувається 11 липня. Покровитель — Santa Maria Maddalena.

## Демографія
Населення за роками:

Станом на 1 січня 2023 року в муніципалітеті офіційно проживало 105 іноземців з 13 країн, серед них 78 громадян країн Євросоюзу та 8 громадян України.

## Сусідні муніципалітети
- Фронт
- Ломбардоре
- Ольяніко
- Ривароло-Канавезе
- Сан-Франческо-аль-Кампо